# 新西大寺町筋停留場
新西大寺町筋停留場（しんさいだいじちょうすじていりゅうじょう）は岡山県岡山市北区田町二丁目および表町三丁目にある岡山電気軌道清輝橋線の停留場である。駅番号はS06。
岡山電気軌道東山本線に西大寺町・岡山芸術創造劇場ハレノワ前停留場、JR赤穂線に西大寺駅が存在し混同されることもあるが、これらは別の駅である。ただし、西大寺町・岡山芸術創造劇場ハレノワ前停留場および当停留場はどちらも岡山表町商店街に繋がっている。

## 歴史
- 1928年（昭和3年）3月18日：柳川 - 大雲寺町（現：大雲寺前）間の開通と同時に開業。

## 構造
島式ホーム1面2線。

## 周辺
- 岡電バス・両備バス・下電バス・めぐりん「新西大寺町筋」バス停
- 新西大寺町商店街
- 国道53号（国道180号重複、柳川筋）
- 川崎医科大学総合医療センター
- 岡山木村屋
- 香川銀行岡山支店
- 伊予銀行岡山支店
- おかやま信用金庫新西大寺町支店

## 隣の停留場
岡山電気軌道
■清輝橋線
田町停留場 (S05) - 新西大寺町筋停留場 (S06) - 大雲寺前停留場 (S07)